# Slovenski Band Aid
Slovenski Band Aid je dobrodelen glasbeni projekt iz leta 1991, pobudnika pa sta bila Aleš Klinar in Dušan Velkaverh. Nastal je po vzoru originalnega britanskega band aida iz osemdesetih.
Narejena je bila v čast osamosvojitvi Slovenije in kot poziv h končanju vojn v soseščini. Izkupiček od prodaje kaset je šel k žrtvam vojne v Sloveniji in na Hrvaškem.

## Original
»Svobodno sonce« je bila originalna skladba, ki jo je zapel cvetober slovenske glasbe pod imenom Slovenski Band Aid. Glasbo in aranžma je napisal Aleš Klinar, tekst Dušan Velkaverh, priredbo za zbor pa Nada Žgur. 
Videospot, ki ga je režiral Slavko Hren so z vsemi izvajalci in zborom posneli v ljubljanskem parku Tivoli, tudi iz zračne perspektive iz balona, ki jim je zaradi vetra povročal mnogo preglavic.
Snemanje in miks sta potekala v studiu Tivoli, skladba pa je bila izdana novembra 1991, na istoimenskem albumu Svobodno sonce pri Velkaverhovi založbi Corona.
| - Helena Blagne - Janez Bončina - Benč - Ditka Haberl - Nace Junkar - Vlado Kreslin - Anja Rupel - Aleš Klinar - Vili Resnik - Barbara Šerbec - Šerbi - Alenka Pinterič - Irena Vrčkovnik - Gianni Rijavec - Oto Pestner - Anja Rupel - Matjaž Kosi (Moulin Rouge) - Alenka Šmid - Čena (Moulin Rouge) - Pero Lovšin - Simona Vodopivec (Moped šov) | - Alenka Godec - Damjana Golavšek - Dare Hering (New Swing Quartet) - Marjan Petan (New Swing Quartet) - Regina - Tomaž Kozlevčar - Mia Žnidarič - Irena Vidic - Marjan Bunič - Martin Žvelc - Metka Štok - Zalaznik - Marko Bitenc - Bojan Kralj - Cole Moretti - Davor Petraš | - Marko Lebar (Mark Lemer) – solo kitara - Čarli Novak – bas kitara |  |

## Slo Band Aid
Slo Band Aid je tokrat pod tem imenom, v letu 2021 spet oživel, z novo preoblečenima »Samo milijon nas je 2021« in »Svobodno sonce 2021«, kot darilo naših glasbenikov ob 30. obletnici samostojne Slovenije, pod vodstvom Aleša Klinarja.

### Samo milijon nas je 2021
| - Bor Zuljan – ritem, solo kitara - Cveto Polak – bas kitara - Jure Doles – bobni - Aleš Klinar – vokal - Matjaž Zupan – vokal - Sergej Škofljanec – vokal - Vlado Poredoš – vokal - Urška Majdič – vokal - Raiven – vokal | - Simon Vadnjal – vokal - Matjaž Jelen – vokal - Manca Trampuš – vokal - Mare Novak – vokal - Karmen Klinc – vokal - Rok Terkaj – rap - Rok Ahačevčič – vokal - Renata Mohorič – vokal |  |

### Svobodno sonce 2021
| - Andrej Šifrer - Helena Blagne - Vili Resnik - Nuša Derenda - Aleš Klinar - Anja Rupel - Aleksander Mežek - Tinkara Kovač - Bojan Cvjetičanin - Ditka - Jože Potrebuješ - Matej Tozon - Manca Špik | - Omar Naber - Alenka Godec - Rok Ferengja - Anika Horvat - Reno Čibej - Alya - Božidar Volfand - Wolf - Nuška Drašček - Slavko Ivančič - Irena Vrčkovnik - Gianni Rijavec - Alenka Gotar - Lea Sirk - Samuel Lucas |  |